# Lidl

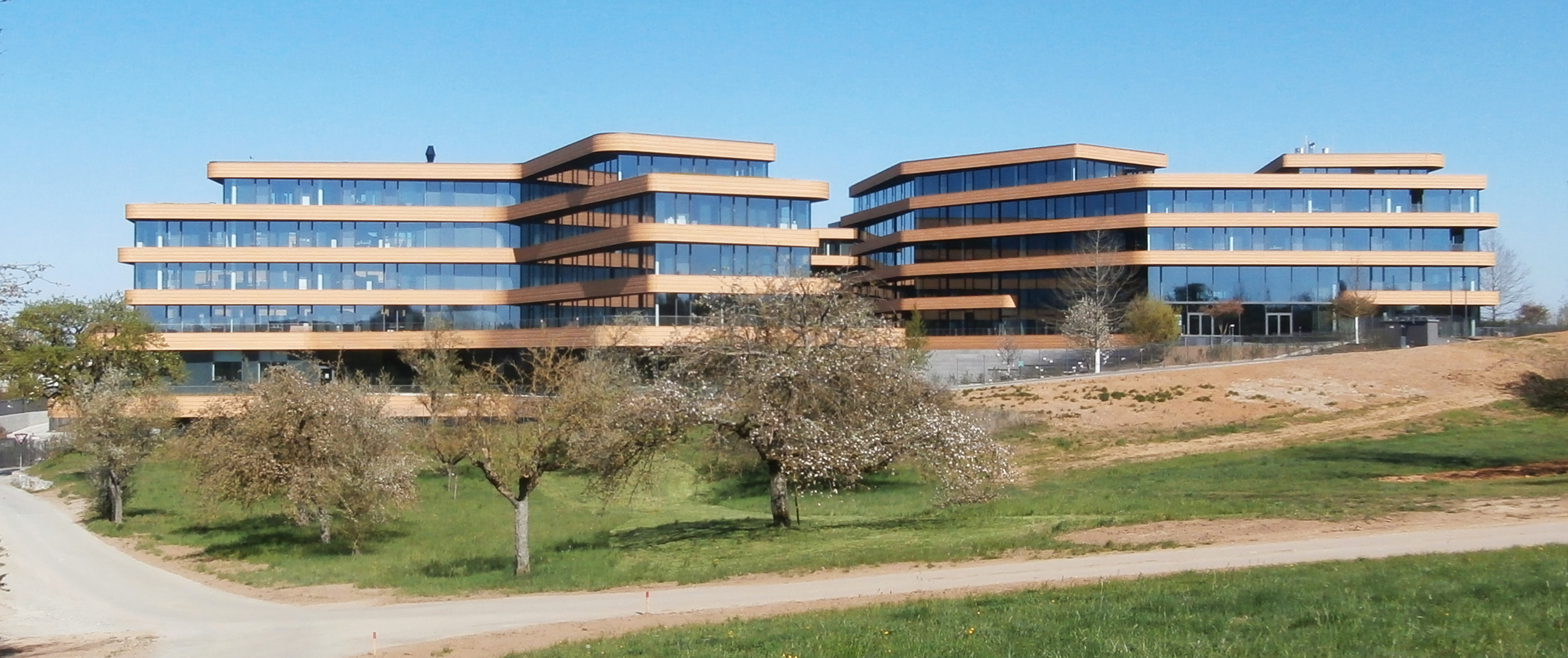
Zentrale in Bad Wimpfen

Unter der Bezeichnung Lidl werden insgesamt über 12.500 Lebensmitteleinzelhandelsfilialen in Europa und den USA betrieben. Nach Anzahl der Filialen ist Lidl damit hinter Aldi der zweitgrößte Discounter-Konzern der Welt.
Die Filialen in Deutschland werden von der LD-Stiftung mit Sitz in Bad Wimpfen betrieben. Die anderen Filialen in Europa und den USA betreibt die Lidl Stiftung & Co. KG mit Sitz in Neckarsulm. Beide Schwesterunternehmen sind Teil der Schwarz-Gruppe, zu der auch Kaufland als Lebensmittelvollsortimenter gehört.

## Geschichte

Lidl und Co. Südfrüchtenhandlung in der Sülmerstraße 54 in Heilbronn (um 1905)

Bereits 1858 wurde in Heilbronn eine Specerei- und Südfrüchte-Handlung unter dem Namen A. Lidl & Cie. gegründet. Die Lidl & Cie. Südfrüchtenhandlung findet sich bereits im Heilbronner Adressbuch von 1862. Zunächst in der Sülmerstraße 31 beheimatet, zog das Unternehmen des Kaufmanns Aloys Paulweber vor 1879 in die Deutschordensstraße 11, bevor es zehn Jahre später in der Sülmerstraße 54 zu finden war.
1930 trat der Heilbronner Kaufmann Josef Schwarz (1903–1977) als persönlich haftender Gesellschafter (Komplementär) in die damalige Lidl & Co. Südfrüchtenhandlung ein. Das Unternehmen wurde in Lidl & Schwarz KG umbenannt und zu einer Lebensmittelgroßhandlung für den Regionalverband Heilbronn-Franken ausgebaut.
Lidl & Schwarz wurde 1944 im Zweiten Weltkrieg zerstört und innerhalb von zehn Jahren wiederaufgebaut. 1954 wurde in Heilbronn eine neue Hauptverwaltung eingerichtet. 1968 eröffnete Lidl & Schwarz den ersten Supermarkt unter dem Namen „Handelshof“ in Backnang, die Handelshof-Märkte wurden ab 1984 in Kaufland-Supermärkte umbenannt.
Josefs einziger Sohn Dieter Schwarz absolvierte nach seinem Abitur von 1958 bis 1960 eine kaufmännische Ausbildung in der Lebensmittelgroßhandlung Lidl & Schwarz KG in Heilbronn und wurde 1962 Prokurist sowie 1963 persönlich haftender Gesellschafter. 1972 wurde in Neckarsulm eine neue Unternehmenszentrale eröffnet.

### Gründung des Discounterkonzerns Lidl
1968 eröffnete Dieter Schwarz seinen ersten Einzelhandelsladen. Im Jahr 1973 wurde der erste Discountermarkt als neuer Geschäftstyp in Ludwigshafen am Rhein eröffnet. Weil er den Namen Lidl aus rechtlichen Gründen nicht übernehmen konnte und um das Wortspiel „Schwarzmarkt“ zu vermeiden, erwarb Dieter Schwarz von dem pensionierten Berufsschullehrer und Kunstmaler Ludwig Lidl für 1000 DM die Namensrechte.
Als Josef Schwarz 1977 starb, übernahm Dieter Schwarz die Lebensmittelgroßhandlung Lidl & Schwarz KG. Zu diesem Zeitpunkt existierten  über 30 Filialen. Bis 1978 testete Schwarz verschiedene Discounttypen, bevor die endgültige Konzeption in Serie ging: Die Unternehmens-Aktivitäten wurden in den Bereich der Discountmärkte (Kleinflächen) unter dem Namen Lidl sowie in den Bereich der Vollsortimenter (Großflächen) Kaufland aufgeteilt.
Mit dem Rückzug aus der Unternehmensleitung 1999 übertrug Dieter Schwarz seinen Anteil steuersparend auf die Dieter-Schwarz-Stiftung gGmbH.

Beteiligungen

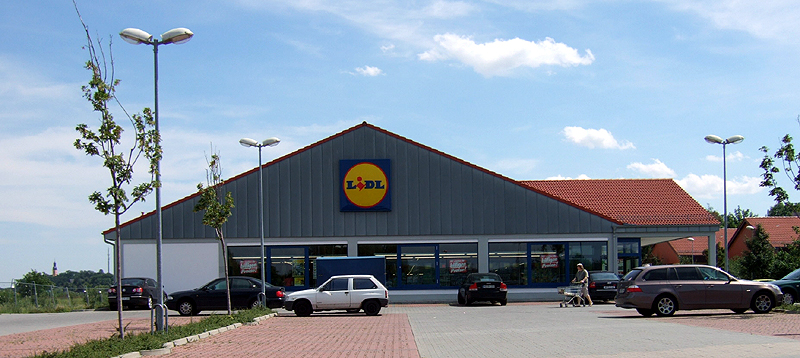
Außenansicht einer Lidl-Filiale

Nach Wilfried Oskierski folgte im September 2008 Karl-Heinz Holland als Vorstandsvorsitzender. Die Entlassung Hollands am 21. März 2014 wurde mit „unterschiedlicher, nicht überbrückbarer Auffassungen betreffend der künftigen strategischen Geschäftsausrichtung“ begründet. Holland bekam nach Informationen des Manager Magazins bis zum Ende seiner Kündigungsfrist zum 31. März 2017 sein Jahresgehalt von 3 Millionen Euro. Sein Nachfolger, Sven Seidel, blieb bis Februar 2017 auf seiner Position. Seidels Nachfolger Jesper Højer wurde Mitte 2019 durch Ignazio Paternò abgelöst. Ab August 2020 war Gerd Chrzanowski kommissarischer Vorstandsvorsitzender. Er wurde am 1. Dezember 2021 von Kenneth McGrath abgelöst. Chrzanowski übernahm dann den Vorsitz der Schwarz-Gruppe.
Am 5. Mai 2017 fand in Bad Wimpfen der erste Spatenstich für die neue Lidl-Deutschland-Zentrale statt. Unweit des bisherigen Unternehmenssitzes in Neckarsulm ist für die rund 1500 Beschäftigten der LD-Stiftung ein eigenes Gewerbegebiet erschlossen worden. Der Umzug des Unternehmens erfolgte im April 2021.

### Expansion
| Lidl-Aktivitäten              |
| Mit Filialen                  |
| Geplante Expansion            |
| Filialen in der Vergangenheit |

Nach der Expansion Lidls innerhalb Westdeutschlands wurde 1990 das erste Geschäft in den ostdeutschen Bundesländern in Chemnitz eröffnet. Ein Jahr zuvor begann 1989 die internationale Expansion mit dem Markteintritt in Frankreich.
In Frankreich ist Lidl mit 1600 Filialen Marktführer im Discount-Segment.
2014 war Lidl mit 9.875 Filialen in 26 Ländern vertreten, 2021 mit 11.550 Filialen in 30 Ländern.
Norwegen ist das einzige Land, aus dem sich Lidl wieder zurückzog, da seit dem Markteintritt 2004 nach vier Jahren lediglich ein Marktanteil von 1,5 % erreicht wurde. Im März 2008 wurde bekannt, dass sich der Discounter von seinen 50 Märkten in Norwegen trennen und sie an die Reitan-Gruppe abgeben werde. Neben den Filialen wurden auch Verwaltung und Distribution abgegeben.
Die Expansion in die baltischen Staaten wurde 2006 wegen des mangelnden Erfolges gestoppt und 2014 wieder aufgenommen.

#### Litauen
Die Unternehmenszentrale

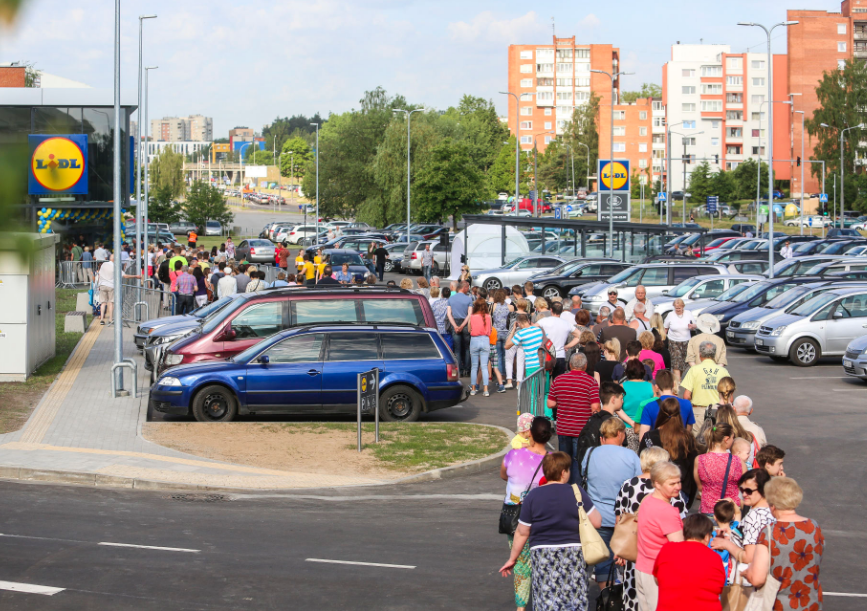
Lidl-Eröffnung im Juni 2016 in der litauischen Hauptstadt Vilnius

befindet sich im Stadtteil Viršuliškės der litauischen Hauptstadt Vilnius.
Die Fläche des von „Lidl Lietuva“ im Jahr 2013 gekauften Grundstücks bei Kaunas beträgt 143.000 m², auf dem seit dem 14. April 2016 das Zentrallager mit einer Fläche von 42.800 m² (davon 13.000 m² für Kühlraum) unterhalten wird. Das Logistikzentrum wurde beim Dorf Ramučiai in der Rajongemeinde Kaunas gebaut. Die Investitionen betrugen 40 Mio. Euro.
Die ersten 15 Läden wurden am 2. Juni 2016 geöffnet. Die Reihen der Käufer entstanden schon ab 6:30 Uhr, obwohl die Geschäfte erst um 8 Uhr geöffnet wurden. Den Lidl-Markt in Fabijoniškės besuchten als erste Käufer Ehrengäste ab 7:30 Uhr. Dazu zählten das „Lidl“-Werbegesicht Basketballspieler Arvydas Sabonis, der Vilniuser Bürgermeister Remigijus Šimašius, der litauische Wirtschaftsminister Evaldas Gustas sowie Diplomaten aus der deutschen Botschaft in Vilnius.

#### Österreich
Seit 1998 ist Lidl in Österreich durch die Lidl Österreich GmbH mit Sitz in Salzburg vertreten. Lidl Österreich betreibt rund 230 Filialen und drei Logistikzentren (Laakirchen, Wundschuh und Müllendorf). 2018 begann die Errichtung eines 6 ha großen Logistikzentrums bei Großebersdorf, das ab 2021 das Zentrum im burgenländischen Müllendorf ersetzen soll.

#### Rumänien
2011 kaufte Lidl die 107 von Plus in Rumänien betriebenen Filialen und flaggte diese bis Oktober auf das Lidl-Konzept um.

#### Schweiz
Der Sitz der Lidl Schweiz AG ist in Weinfelden. Im März 2009 wurde die erste Filiale in der Schweiz eröffnet. Die Verteilzentren sind in Weinfelden und Sévaz. Anfang 2025 gibt es 187 Filialen mit 4.500 Mitarbeitern.

#### Vereinigtes Königreich
Nach dem Markteintritt im Jahr 1994 wurde die Expansion stark vorangetrieben. Heute ist das Unternehmen in England, Schottland, Wales und Nordirland mit etwa 760 Läden vertreten. Das Unternehmen profitierte wie der Konkurrent Aldi Süd stark von der in dem Land stark spürbaren Finanzkrise 2008 und baute den Marktanteil seitdem von 2 Prozent auf knapp (2019) 6 Prozent aus. Auch vor dem Hintergrund des Brexits wurde der Anteil der lokal produzierten Produkte stetig erhöht, was zum Erfolg beitrug. Außerdem sind die Preise teilweise wesentlich niedriger als in den etablierteren, britischen Supermarktketten. In den kommenden Jahren nach 2019 möchte das Unternehmen seine Filialanzahl daher weiter erhöhen (bspw. in London um 40 Läden).

#### Spanien
In den beiden spanischen Exklaven Ceuta und Melilla betreibt Lidl jeweils eine Filiale und ist damit auch direkt auf dem afrikanischen Kontinent vertreten.

#### USA
Im Juni 2017 eröffnete Lidl USA vom Unternehmenssitz in Arlington, Virginia, die ersten zehn US-Filialen in den Bundesstaaten Virginia, North Carolina und South Carolina. Innerhalb eines Jahres sollten anfangs bereits über 100 weitere Lidl-Märkte an der Ostküste der USA folgen, womit Lidl an die Expansionspläne des Konkurrenten Aldi Süd für die USA anschließen will. Aufgrund der für Verbraucher nicht attraktiven Lage und die zu großzügige Gestaltung der Märkte sowie zu lange Logistikwege explodierten für das Unternehmen die Kosten des Markteintritts (geschätzt: Über 1 Mrd. Euro). Die Expansion wurde daher gestoppt und die Pläne für neue Märkte überarbeitet. Daher sind bis 2019 erst rund 71 Märkte eröffnet worden. Eine Expansion in weitere Bundesstaaten ist jedoch fest geplant. Dazu gehörte die zwischenzeitliche Akquisition von 27 Supermärkten der Marke Best Market in den Bundesstaaten New York und New Jersey.
Seit 2019 verantwortet Roman Heini die Landesgesellschaft, er war vorher Deutschland-Manager von Aldi Süd. Heini verordnete dem US-Sortiment eine stärkere Ausrichtung auf typisch amerikanische Produkte und auf ein amerikanischeres Filialkonzept als zuvor.
Laut Klaus Gehrig rechnet das Unternehmen mit einem Zeitraum von zehn bis zwölf Jahren, bis sich das Unternehmen wie in Europa bei den Verbrauchern als ernstzunehmende Alternative etabliert hat.
Der Slogan von Lidl in den USA lautete zuerst Rethink Grocery (etwa: Lebensmittel neu erfinden), inzwischen jedoch Think Grocery (etwa: Denke Lebensmittel).

#### Zukünftige Expansionen
Bei zukünftigen Expansionen steht besonders der südosteuropäische Bereich im Vordergrund. Eine Expansion in die Ukraine musste auf Grund des russischen Überfalls auf die Ukraine verschoben werden.

## Unternehmen
In Deutschland betreibt Lidl 39 Regionalgesellschaften, die wiederum über 3250 Filialen betreuen.
| Norddeutschland | Westdeutschland | Ostdeutschland | Süddeutschland |
| --------------- | --------------- | -------------- | -------------- |
| Wasbek          | Paderborn       | Kremmen        | Eggolsheim     |
| Rostock         | Bönen           | Freienbrink    | Sankt Ingbert  |
| Siek            | Herne           | Großbeeren     | Wöllstein      |
| Hamburg         | Kamp-Lintfort   | Bernburg       | Speyer         |
| Bremen          | Kassel          | Radeburg       | Waldenburg     |
| Cloppenburg     | Leverkusen      | Gera           | Bietigheim     |
| Westerkappeln   | Grevenbroich    |                | Stuttgart      |
| Hildesheim      | Kerpen          |                | Straubing      |
|                 | Siegen          |                | Butzbach       |
|                 | Koblenz         |                | Dettingen      |
|                 | Erlensee        |                | München        |
|                 |                 |                | Augsburg       |
|                 |                 |                | Hüfingen       |
|                 |                 |                | Freiburg       |

### Produktionsbetriebe
Lidl selbst produziert keine Eigenmarken und besitzt auch keine Produktionsstätten. Das Schwesterunternehmen Schwarz Produktion Stiftung & Co. KG stellt Marken exklusiv für Lidl her. Dieses sind insbesondere Mineralwasser, Erfrischungsgetränke, Tafelschokolade, Nüsse, Trockenfrüchte, Brot und Brötchen (als tiefgefrorene Teiglinge), Speiseeis und Kaffee.

### Marketing

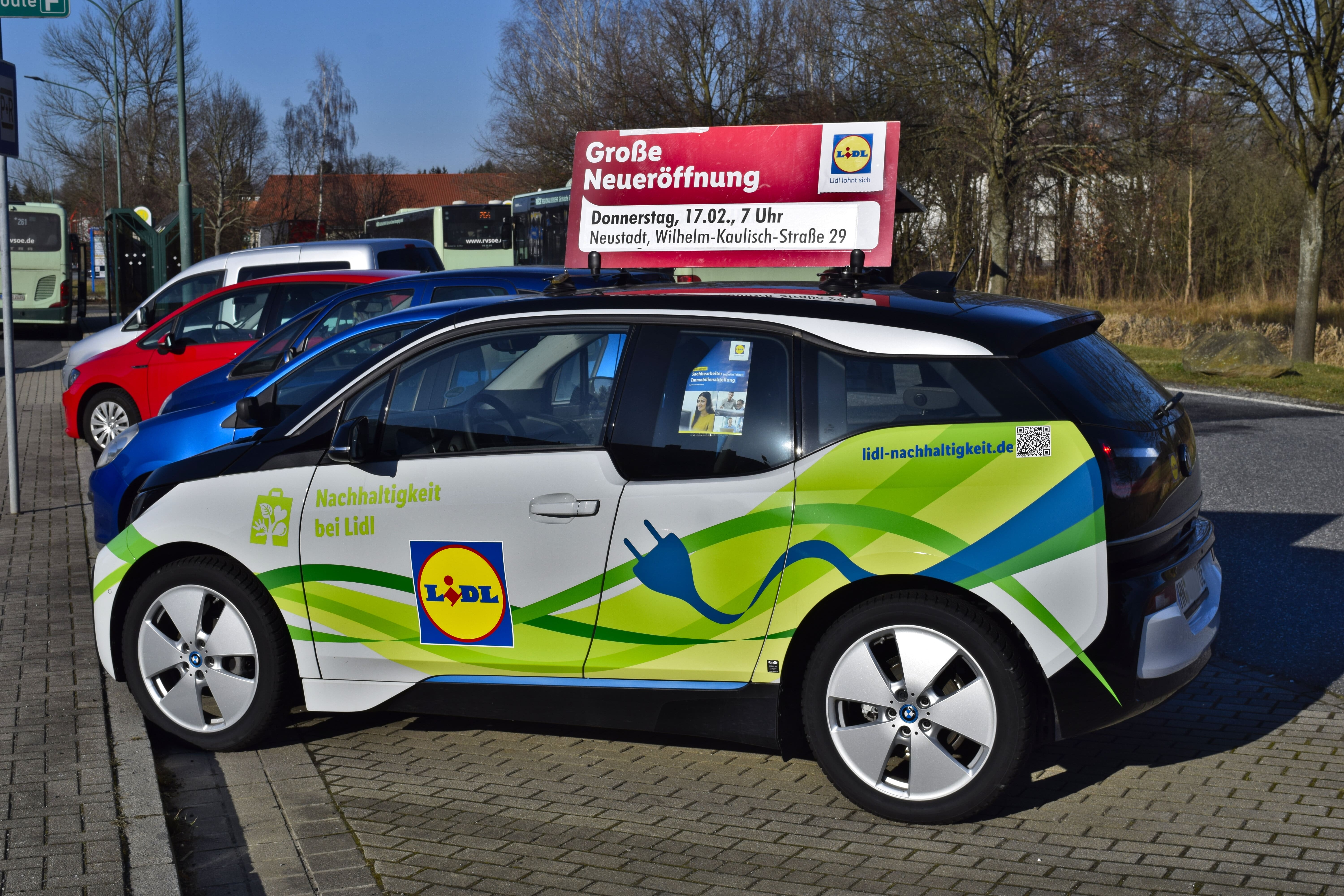
Lidl-Werbeauto für Nachhaltigkeit, ein BMW i3

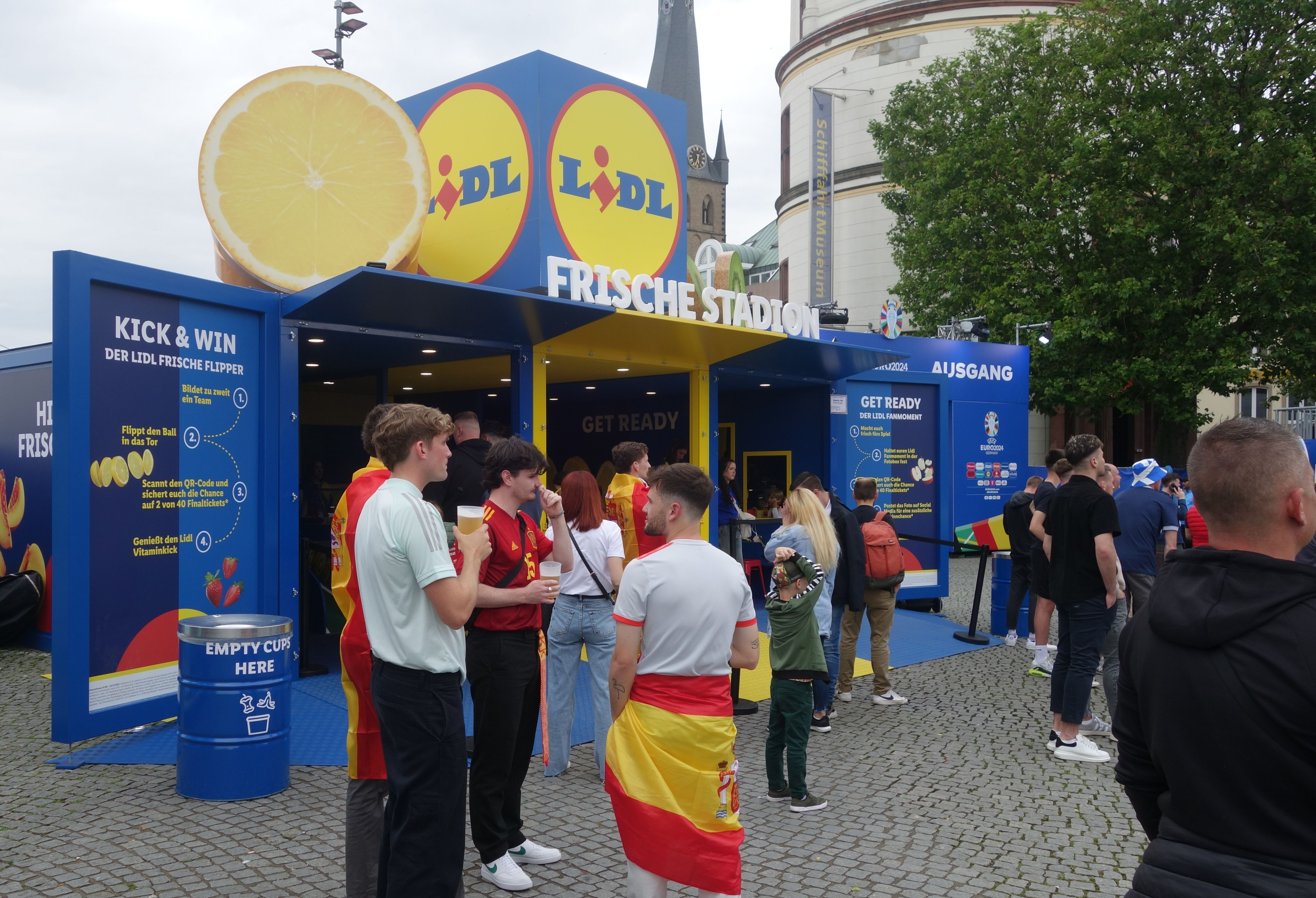
Lidl-„Frische-Stadion“ beim Public Viewing in Düsseldorf, Sponsor der Fußball-Europameisterschaft 2024

Lidl gehört in Deutschland zu den größten Werbungstreibenden (Etat 2005 laut Nielsen 397 Mio. Euro). Dabei stützt sich das Unternehmen neben den klassischen Werbeformen wie Handzetteln und Zeitungen auch auf das Internet. Das Unternehmen verteilt wöchentlich Rabattkataloge in Form von Papier- und Broschürendrucken und veröffentlicht diese auch online auf seiner Website. Das Fernsehen wurde bis Oktober 2008 nur für Azubi-Werbespots und im Jahr 2007 in Zusammenarbeit mit dem Pre-Paid-Anbieter Fonic genutzt.
Seit Oktober 2008 werden die Eigenmarken-Produkte unter dem Lidl-Werbespruch „Lidl lohnt sich“ auch in TV-Werbespots beworben. Ein Alleinstellungsmerkmal der Lidl-Werbung im TV ist die auffallende Sprechweise der Sprecherin Mayke Dähn. Seit Februar 2015 folgt Lidl einer neuen Werbestrategie, wobei nicht mehr primär der günstige Preis, sondern die Qualität der Produkte im Mittelpunkt steht. Gemeinsam mit der optischen Aufwertung der Filialen möchte das Unternehmen damit die reine Wahrnehmung im Discount-Segment verlassen. Aufgrund der anschließend erfolgten verstärkten Markeneinlistung der deutschen Konkurrenten Aldi Süd und Aldi Nord kann dieser Schritt als erfolgreich bezeichnet werden.
Lidl ist seit 2018 Sponsor der Europäischen Handballföderation und trat als „Frischepartner“ bei den Handball-Europameisterschaften der Männer  auf – 2018, 2020, die Partnerschaft besteht auch für 2022 und 2024.
Nachdem Lidl bereits 2016 als Sponsor beim UCI WorldTeam (Radsport) Etixx-Quick-Step aktiv war und zuvor auch schon das Team Lotto Soudal unterstützt hatte, tritt Lidl seit 30. Juni 2023 als Hauptsponsor des Teams Lidl-Trek sowie dessen Development Team Lidl-Trek Future Racing auf.

## Sortiment

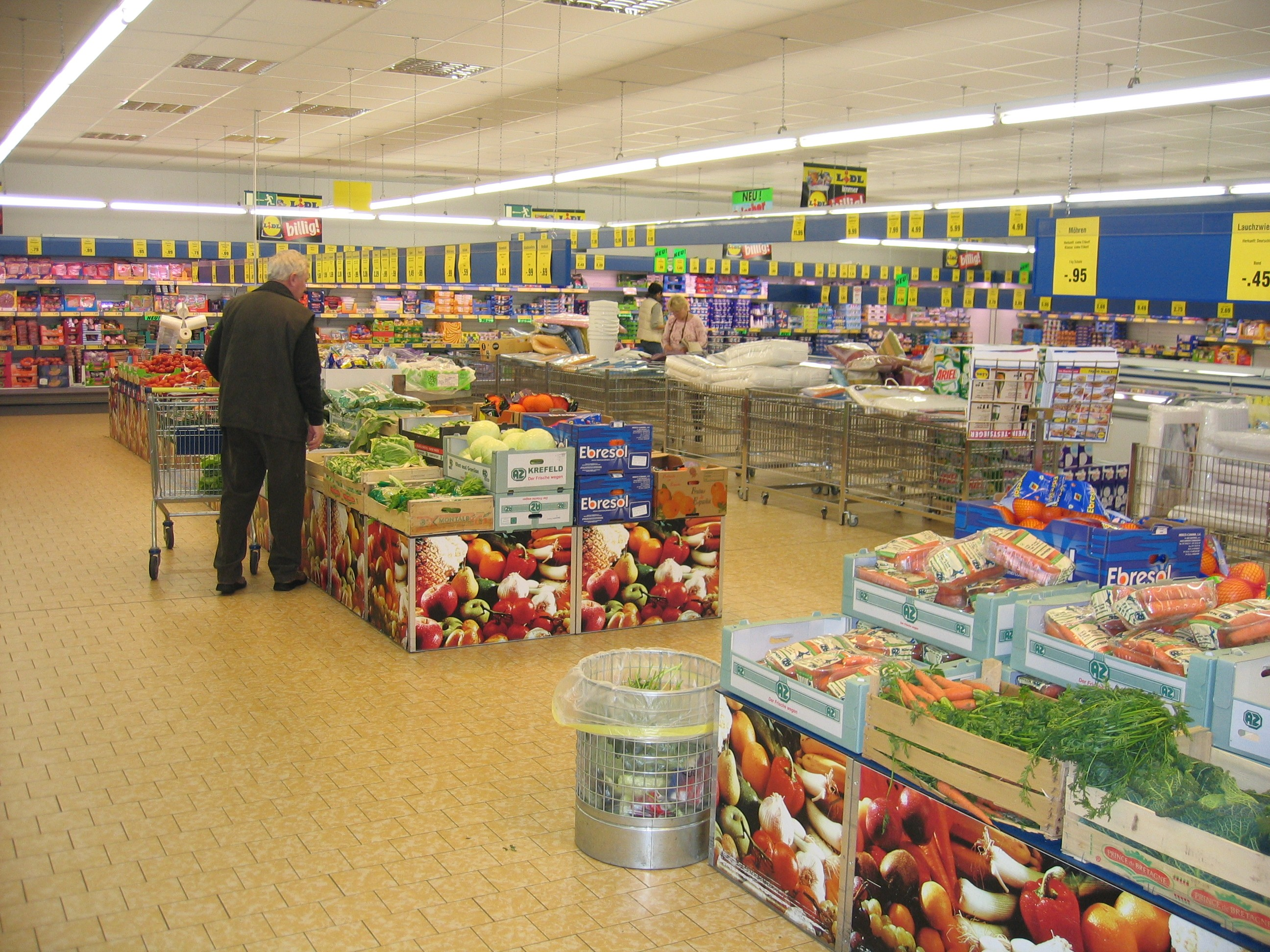
Innenansicht einer Lidl-Filiale (2006)

Lebensmittel bilden das Kernsortiment des Discounters. Mit über 1600 Food-Artikeln im Festsortiment und hunderten weiteren Aktionsartikeln ist Lidl in diesem Bereich in Deutschland untypisch breit aufgestellt; Konkurrent Aldi führte lange Zeit nur 700 Lebensmittel-Artikel.
Lidl bietet neben Marken- und vereinzelt No-Name-Artikeln (Obst, Frischfleisch) auch, wie bei Discountern üblich, Produkte unter Eigenmarken an. Diese sind etwa: Milbona (Milch und Milchprodukte), Dulano (Wurstwaren), Sondey (Backwaren), Linessa (energiereduzierte Lebensmittel), Freeway, Saskia (Getränke), Bellarom (Kaffee), Maribel (Konfitüre), Landjunker und Oldenländer (Frischfleisch) sowie seit 2006 Bioness (Bio-Lebensmittel); aus markenrechtlichen Gründen seit 2009 in Biotrend umbenannt.
Lidl bietet bundesweit und in vielen Filialen weltweit ein Sortiment an frisch aufgebackenen Prebake-Backwaren mit mindestens 30 verschiedenen Produkten an.
Zu Weihnachten sowie zu Ostern bietet Lidl eine eigene Premium-Produktlinie unter dem Namen „Deluxe“ an. 2013 wurde das Sortiment auf Grund der hohen Nachfrage auf mehr als 150 Produkte erweitert – von Frische- und Tiefkühlartikeln über Konserven bis hin zu Spirituosen. Seit einiger Zeit führt Lidl zudem ein umfangreiches Wein-Sortiment – sowohl in den Filialen als auch im Online-Shop. Im Angebot sind Weine aus Deutschland und Europa sowie aus Übersee, ähnlich breit ist die Preisspanne.
Neben Lebensmitteln und anderen Produkten des täglichen Bedarfs bietet Lidl wöchentlich wechselnde Aktionsartikel aus verschiedenen Non-Food-Bereichen, darunter etwa Textilien, Haushalts- und Elektronikwaren oder Freizeitartikel. Größere Bekanntheit erzielten die seit mehreren Jahren in wechselnden Zyklen unter dem Logo Lidl-PC angebotenen Computer. Da in den Filialen jede Woche Platz für neue Aktionsartikel geschaffen werden muss, wird nicht verkaufte Ware teilweise in eigens dafür angemieteten Lagern aufbewahrt. Der Wert der dort gelagerten Rückläufer soll mehr als 100 Millionen Euro betragen. In Sonderverkäufen in aktuellen und ehemaligen Lidl-Filialen werden die Waren zu reduzierten Preisen verkauft. Ferner werden in den Filialen regelmäßig Sonderaktionen durchgeführt. 2005 hatte der Discounter erstmals gemeinsam mit der Deutschen Bahn das sogenannte Lidl-Ticket verkauft, mit dem zum Preis von 49,90 Euro zwei einfache Fahrten in der zweiten Klasse auf beliebigen innerdeutschen Strecken (auch Fernverkehr) möglich waren.
Lidl ist außerdem mit verschiedenen Dienstleistungsportalen im Internet vertreten. Eine Zeit lang waren im Onlineshop auch abgepackte Lebensmittel (etwa Konserven) und schwer verderbliche Produkte wie Drogerieartikel erhältlich, aufgrund des Aufwands sind diese jedoch seit Ende 2017 nicht mehr verfügbar. Die Entscheidung wurde getroffen, nachdem in Deutschland das für Anfang 2017 geplante Projekt „Lidl Express“ durch den Leiter der Schwarz-Gruppe, Klaus Gehrig, gestoppt wurde, in dem in bereits eigens errichteten Filialen online vorbestellte Lebensmittel abgeholt und ein geringes Lidl-Sortiment auch vor Ort gekauft hätte werden können. wurde der Deutschland-Chef von Lidl, Marin Dokozic, im Jahr 2018 ausgetauscht. Im Unternehmen wird der Onlinehandel mit Lebensmitteln als noch nicht profitabel eingeschätzt. Ein späterer Markteintritt sei für das Unternehmen nicht nachteilig, so Klaus Gehrig.
Zu den Lidl-Angeboten zählte zeitweilig das von Lidl in einem Großteil seiner Auflage vertriebene Greenpeace Magazin. Die Kooperation zwischen Lidl und Greenpeace fand jedoch rasch ein Ende, da Greenpeace die Unabhängigkeit seiner Tests nicht in Verruf bringen wollte und weil auch Lidl-Produkte auf Pestizidbelastung hin untersucht worden waren.
Die im Jahr 2005 zeitweilig im Lidl-Sortiment befindlichen Haifischsteaks wurden nach Protesten aus dem Sortiment genommen.
Lidl arbeitete mit dem Netzbetreiber Telefónica Germany bis September 2015 unter der Marke Lidl Mobile zusammen. Seit dem ersten Oktober 2015 wird in Verbindung mit Vodafone die Prepaid-Marke Lidl Connect angeboten.
Seit April 2018 hat Lidl in Deutschland eine vierstufige Haltungskennzeichnung bei Frischfleisch eingeführt. Die Stufen reichen von konventioneller Tierhaltung über zwei Zwischenstufen hin zur biologischen Landwirtschaft. Die als tierfreundlich gekennzeichneten und damit teureren Produkte werden aus dem letzten Grund wenig nachgefragt. Seit November 2018 werden Bioland-Produkte angeboten.

## Verantwortung
Als erster Discounter in Deutschland führt Lidl seit dem 1. Juni 2006 mit der Eigenmarke Fairglobe auch Fair-Trade-Produkte im Sortiment, vor allem Kaffee, Tee, Schokolade und Zucker aus Entwicklungsländern. Lidl erwirbt nach eigenen Angaben 100 Prozent zertifizierten Kakao für seine Produkte und arbeitet mit international anerkannten Siegeln wie UTZ-Certified und Rainforest Alliance zusammen. Schokoladen der Eigenmarke „Fin Carré“ werden nach eigenen Angaben seit 2012 aus UTZ-zertifiziertem Kakao hergestellt und seit 2016 Fairtrade zertifiziert. Lidl fördert als Gründungsmitglied das Forum Nachhaltiger Kakao, eine Initiative die von mehreren Bundesministerien und der Zivilgesellschaft zur Förderung eines nachhaltigen Kakaoanbaus getragen wird. Ziel neben ökonomischen und ökologischen Aspekten ist es insbesondere, die Lebensumstände der am Kakaoanbau Beteiligten zu verbessern und den Anteil nachhaltig erzeugten Kakaos zu erhöhen.
2012 unterstützte Lidl die Deutsche Krebshilfe mit einer Kundenaktion. Die Krebshilfe erhielt aus dem Verkauf einer saisonalen Qualitätsmarke in den Wochen vor Weihnachten Cent-Beträge je Stück als Spende. Die Aktion erbrachte einschließlich einer Firmenspende insgesamt 400.000 Euro.

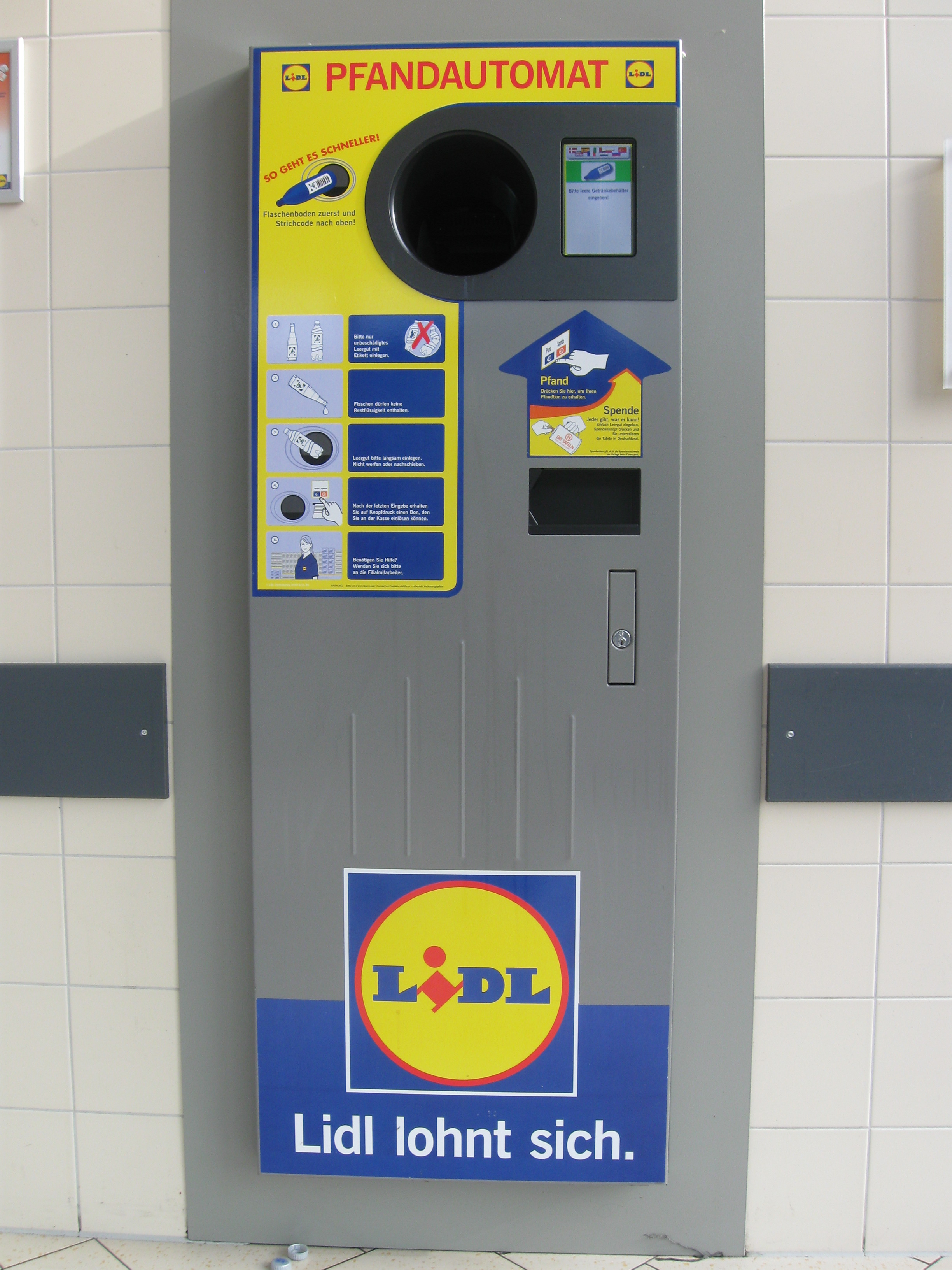
Pfandautomat in einem Lidl-Markt mit „Spendenknopf“

Des Weiteren ließ Lidl in Deutschland alle Pfandautomaten mit einem Spenden-Button ausstatten. Mit diesem kann der Pfandwert sofort an die gemeinnützige Hilfsorganisation Tafel gespendet werden.
Seit Januar 2012 nimmt Lidl am Roundtable on Sustainable Palm Oil (Runder Tisch zu nachhaltigem Palmöl) teil. Außerdem ist Lidl Deutschland Gründungsmitglied des Forum Nachhaltiges Palmöl. In dem Zusammenschluss arbeiten Wirtschaft und Politik gemeinsam mit dem WWF daran, den Anteil von zertifiziertem Palmöl und Palmkernöl zu erhöhen.
Im September 2013 hat Lidl gemeinsam mit Vertretern aus Landwirtschaft, Fleischwirtschaft und Lebensmittelhandel die Branchenvereinbarung der Initiative Tierwohl unterzeichnet. Das Konzept beruht bei den Erzeugern auf Freiwilligkeit, der Aufwand für zusätzliche Tierschutzleistungen wird entlohnt. Die Initiative Tierwohl setzt sich unter anderem für mehr Platz für die Tiere bei der Haltung ein.
Lidl Deutschland und Lidl Schweiz gaben im September 2018 bekannt, dass in Zukunft alle Bananen durch die Fairtrade Labelling Organizations International anstelle durch die Rainforest Alliance zertifiziert werden. Sinkende Umsätze trieben Lidl jedoch dazu, ab Sommer 2019 auch Bananen ohne Fair-Trade-Siegel wieder in allen Filialen anzubieten.
Lidl Schweiz testet seit 2018 einen Elektrolastkraftwagen mit 18 Tonnen Nutzlast der Firma E-Force One. Im Herbst 2019 vermarktete Lidl in Deutschland seine globale Zucker- und Fettreduzierungsstrategie für Eigenmarken mithilfe eines „Lidl-Löffels“. Der Teelöffel hatte eine Wölbung, sodass das befüllbare Volumen durch diese reduziert wurde. Bei Kaffee- und Teetrinkern sollte der Löffel dadurch durch dieselbe Anzahl zugefügter Teelöffel eine geringere Menge Zucker dem Getränk zuführen. Ab einem Einkauf von 25 Euro gab es den Löffel umsonst dazu, im Onlineshop war dieser für 1 Cent (+ Versandkosten) zu erwerben und bereits nach kurzer Zeit ausverkauft.

## Kritik

### Arbeitsbedingungen bei Lidl
Lidl ist im Laufe der Zeit mehrfach in die Kritik geraten. Gegenstand waren häufig die Arbeitsbedingungen der Beschäftigten. So warfen Gewerkschaften, insbesondere ver.di, dem Unternehmen vor, die Bildung von Betriebsräten systematisch zu verhindern. ver.di gab 2004 ein Schwarzbuch über Lidl heraus, das weitere Kritikpunkte bezüglich der Personalpolitik enthält. Ende Juli 2006 erschien auch das Schwarzbuch Lidl Europa. 2004 erhielt Lidl die alternative Negativauszeichnung Big Brother Awards, die unter Beteiligung des Chaos Computer Clubs verliehen wird, in der Kategorie Arbeitswelt. Von August 2005 bis Sommer 2006 führte das globalisierungskritische Attac-Netzwerk zusammen mit der Linkspartei.PDS eine bundesweit koordinierte Kampagne gegen die Arbeits- und Produktionsbedingungen des Discounters durch, die auf breiten Widerhall stieß. Günter Wallraff veröffentlichte 2008 im Zeitmagazin den Artikel Unser täglich Brötchen, in dem er neben der schlechten Bezahlung die Arbeitsbedingungen sowie Sicherheitsmängel und Hygienezustände eines Zulieferbetriebes kritisierte. Lidl reagierte auf die Veröffentlichung mit einer öffentlichen Stellungnahme.
2010 legte Lidl als einer der ersten Lebensmittelhändler in Deutschland einen internen Mindestlohn fest. Der Einstiegslohn liegt, Stand 2024, grundsätzlich über dem tariflichen Mindestlohn. Durch ein elektronisches Personalzeiterfassungssystem wird die Arbeitszeit der Lidl-Mitarbeiter laut Unternehmensangaben minutengenau dokumentiert und bezahlt.
Das Unternehmen investierte verstärkt in den Ausbau seiner Personalarbeit. 2014 startete eine Weiterbildungsoffensive mit der die Filialverantwortlichen mit erweiterten Management- und Führungskompetenzen ausgestattet werden, um sie zu Filialleitern weiterzuentwickeln. Hintergrund seien die gestiegenen Anforderungen an die Filialverantwortlichen in Form von höheren Kundenansprüchen, dem umfangreicheren Produktsortiment sowie ein komplexeres und schnelleres Alltagsgeschäft.
Nur in vier der 39 Verteilzentren von Lidl besteht ein Betriebsrat (Stand: 2024). Im Zentrum Herne wurde dreimal vergeblich versucht, den Betriebsratsvorsitzenden und seinen Stellvertreter zu kündigen. Zu einem ähnlichen Fall war es zuvor im Logistikzentrum in Graben gekommen.

### Lockvogelangebote
2005 wurde der Discounter nach einer Klage der Zentrale zur Bekämpfung unlauteren Wettbewerbs vom Oberlandesgericht Stuttgart wegen Lockvogelangeboten im Non-Food-Bereich verurteilt (Urteil vom 30. Juni 2005, Az. 2 U 7/05), da beworbene Produkte bereits nach einer Stunde ausverkauft waren, wohingegen für massiv beworbene Produkte ein Vorrat für mindestens zwei Tage vorzuhalten sei. 2011 gab es in einer gleich gelagerten Sache ein weiteres Urteil des Bundesgerichtshofes aufgrund einer Klage der Verbraucherzentrale Nordrhein-Westfalen.

### Arbeitsbedingungen bei Lieferanten
Laut seinem Code of Conduct mit grundlegenden Verhaltensregeln lehnt Lidl jegliche Form von Kinderarbeit ab und achtet international geltende Menschen- und Arbeitsrechte. Gleichzeitig definiert Lidl damit seine Erwartungen an seine Vertragspartner und deren Lieferanten im Hinblick auf die gesamte Lieferkette. Sämtliche Partner müssen vertraglich versichern, dass sie diesen Grundsätzen folgen, beziehungsweise deren Einhaltung sicherstellen.
Lidl ist der Business Social Compliance Initiative (BSCI) im Jahr 2007 beigetreten. Die Mitglieder der BSCI haben sich zu einem Verhaltenskodex verpflichtet, der die Arbeitsbedingungen innerhalb ihrer Produktionsketten regulieren soll. Der Verhaltenscodex wird jedoch laut Angaben der Kampagne für Saubere Kleidung (CCC) in den Zulieferbetrieben permanent verletzt.
Obwohl den Textilarbeiterinnen in Bangladesch nur 17 Euro Monatslohn gezahlt werden (umgerechnet 10 Eurocent Stundenlohn), lässt Lidl seine Hausmarke Livergy in diesen bengalischen Textilfabriken herstellen, wie in einer Fernsehreportage des SWR vor Ort dokumentiert wurde. Das Unternehmen warb mit der Behauptung, die bei ihm verkaufte Kleidung sei „fair produziert“.
Im Jahr 2014 stellte die Stiftung Warentest fest, dass der Lidl Fairglobe Orangensaft, welcher das Fairtrade-Logo trägt, keinesfalls unter als fair zu bezeichnenden Bedingungen hergestellt wurde. Vielmehr bekam die Plantage ein mangelhaft für die Arbeitsbedingungen und den Umweltschutz.

### Datenschutz
Nach Recherchen des Nachrichtenmagazins Stern hatte Lidl seine eigenen Beschäftigten über mehrere Jahre in über 500 Filialen durch Detekteien systematisch überwachen lassen. Bei der Überwachung wurden u. a. Toilettengänge der Mitarbeiter protokolliert und auch vereinzelt Kunden bei der Eingabe ihrer PIN gefilmt. Der Bundesbeauftragte für den Datenschutz, Peter Schaar, bewertete dieses Vorgehen als einen schweren Verstoß gegen den Datenschutz. Am 4. April 2008 gab die Lidl-Geschäftsführung zunächst bekannt, in allen Lidl-Filialen in Deutschland die Kameraüberwachung zu reduzieren, erklärte jedoch kurz darauf, unter Aufsicht des ehemaligen Bundesdatenschutzbeauftragten Joachim Jacob doch wieder verstärkt auf Videoüberwachung zu setzen. Wegen der Bespitzelung von Mitarbeitern musste das Unternehmen insgesamt 1,462 Millionen Euro Bußgeld bezahlen, wobei rund 350.000 Euro Strafe für die Nichtbestellung von betrieblichen Datenschutzbeauftragten in allen 35 Vertriebsgesellschaften verhängt wurden.
Nachdem entsprechende Akten in einer Mülltonne gefunden worden waren, wurde im April 2009 bekannt, dass Lidl die Krankheitsgründe der Angestellten protokolliert hatte. Der Konzern reagierte darauf mit der vorübergehenden Freistellung des Deutschland-Chefs Frank-Michael Mros. Lidl bestätigte, dass Krankenakten im Unternehmen gängige Praxis gewesen seien, die Arbeit mit den Listen sei bis Dezember 2008 eingestellt worden. Im August 2009 wurde infolge des Datenskandals für das Unternehmen ein Bußgeld in Höhe von 36.000 Euro verhängt.
2009 hat Lidl ein Datenschutzkonzept erarbeitet, das sich auf alle Bereiche des Unternehmens erstreckt – dazu gehört auch, dass seitdem in den Filialen keine Kameras mehr eingesetzt werden.

### Recht auf Umtausch bzw. Rücktritt
Eine im September 2012 veröffentlichte Studie der deutschen Verbraucherzentrale (vzbv) ergab, dass Lidl in vielen Fällen – und offenbar systematisch – den Kunden Rechte vorenthält, die diesen gemäß Bürgerlichem Gesetzbuch gesetzlich zustehen.

### Verkauf von Goldmünzen
Das ARD-Magazin plusminus sendete am 20. November 2013 einen Bericht über von Lidl via Internet verkaufte Goldmünzen. Ein Münzenpaar kostete 2500 Euro; sein Materialwert betrug zur gleichen Zeit etwa 520 Euro. Lidl schrieb auf Anfrage, das Angebot richte sich „an Sammler […] und nicht an Kunden, die Münzen als Anlageobjekt erwerben möchten“. Es sei Zufall, dass Lidl das Angebot kurz nach der Anfrage von seiner Seite genommen habe.

### Patentrechtsverletzungen
Im Jahr 2017 startete Lidl in Spanien den Verkauf eines Gerätes zur Herstellung pflanzlicher Milch. Das Patent dafür (im Original ChufaMix – Veggie Drinks Maker) lag bei Andoni Monforte. Das Unternehmen des Valencianers musste nach dem Lidl-Nachbau des Geräts Umsatzeinbußen von ca. 30 % hinnehmen. Der Verkaufspreis des in Spanien produzierten Originals lag bei 40 Euro, der des vermutlichen Lidl-Plagiats mit Bauteilen asiatischer Herkunft bei ca. 5 Euro. Lidl musste dem Hersteller laut Urteil des Landgerichts Mannheim vom Juni 2020 Entschädigung zahlen. In Spanien verlor Lidl einen Patentrechtstreit gegen Vorwerk um einen Nachbau des Thermomix.

### Umgang mit Ressourcen
Lidl wurde in der Schweiz hinsichtlich der Abfallentsorgung kritisiert. Lebensmittel würden samt Verpackung in Biogasanlagen entsorgt, von wo aus der durch Mikroplastik belastete Gärrest auf den Feldern landet.

### Tierhaltung
Im Herbst 2022 wurde ein „Fleischskandal“ publiziert. Hintergrund waren mehrere Aufdeckungen über tierschutzwidrige Zustände in Hähnchenmastbetrieben, die Lidl beliefern. Tierschutzorganisationen veröffentlichten Undercover-Aufnahmen aus Hühnermastställen, die Qualzucht und Qualhaltung zeigten und brachten diese zur Anzeige. Das Recherchematerial stammte aus Deutschland, Spanien, Italien, England und Österreich. Zahlreiche Protestaktionen vor Lidl-Filialen in Deutschland, Polen, Großbritannien, Spanien, Italien und Schweden waren die Folge. Nachdem mehrere Medien über den Skandal berichtet hatten, reagierte Lidl mit einer öffentlichen Stellungnahme.

### Werbung in pro-russischen Auslandsmedien
In Serbien schaltete Lidl 2022 für über 27 Millionen Euro Werbung bei den Fernsehsendern TV Happy und dem landesweiten Marktführer TV Pink, deren prorussische Propaganda zum Ukrainekrieg sowie unprofessionelle und unethische Berichterstattung kritisiert wird.

### Betrugsfälle mit Lidl Plus App
Im März 2021 wurde ein mobiles Bezahlverfahren in die Lidl Plus App integriert. Kunden können ihre Bankdaten angeben und an der Kasse per Smartphone bezahlen. Der Rechnungsbetrag wird später von ihrem Konto abgebucht. Der Konzern versäumte jedoch, Schutzmaßnahmen, wie etwa die Überprüfung des Kontos und eine  Zwei-Faktor-Authentisierung, einzubauen. Es häuften sich bereits seit Mitte 2021 die Fälle, dass durch Identitätsdiebstahl bei Nichtnutzern der Lidl Plus App Geld für Einkäufe abgebucht wurde, die nicht getätigt wurden. Anfang April 2023 kündigte die Bayerische Polizei in ihrer Pressemitteilung 380 an, sechs Tatverdächtige ermittelt zu haben. Sie wurden mit ungefähr 500 Fällen in Verbindung gebracht, wodurch ein finanzieller Schaden in sechsstelliger Höhe entstanden sein soll.